# Salvador Clotas
Salvador Clotas i Cierco, né le 4 juin 1938 à Barcelone, est un homme politique espagnol membre du Parti des socialistes de Catalogne (PSC).

## Biographie

### Vie professionnelle
Il est titulaire d'une licence en philosophie et lettres de l'université de Barcelone.

### Activités politiques
Il devient député de la circonscription électorale de Barcelone au Congrès des députés le 9 avril 1980, à la suite de la démission de Marta Mata.
Désigné secrétaire exécutif de la commission exécutive fédérale (CEF) du Parti socialiste ouvrier espagnol (PSOE) en octobre 1981 sur proposition du secrétaire général Felipe González, il est promu secrétaire à la Culture et à l'Éducation en remplacement de José María Maravall en décembre 1984. Il conserve cette fonction jusqu'en mars 1994. Il fait alors partie des cadres de la CEF, avec Txiki Benegas, Guillermo Galeote, Elena Flores et Francisco Fernández Marugán.
À la suite des élections législatives anticipées de mars 1996, il est choisi comme premier vice-président de la commission parlementaire de l'Éducation et de la Culture. Il est rétrogradé au poste de premier secrétaire de cette même commission après les élections législatives de mars 2000.
Il ne se représente pas aux élections législatives de mars 2004 et met ainsi un terme à 23 ans de vie parlementaire.

### Vie privée
Il est le frère aîné d'Higini Clotas, député au Parlement de Catalogne entre 1980 et 2012.